# Gömblombik

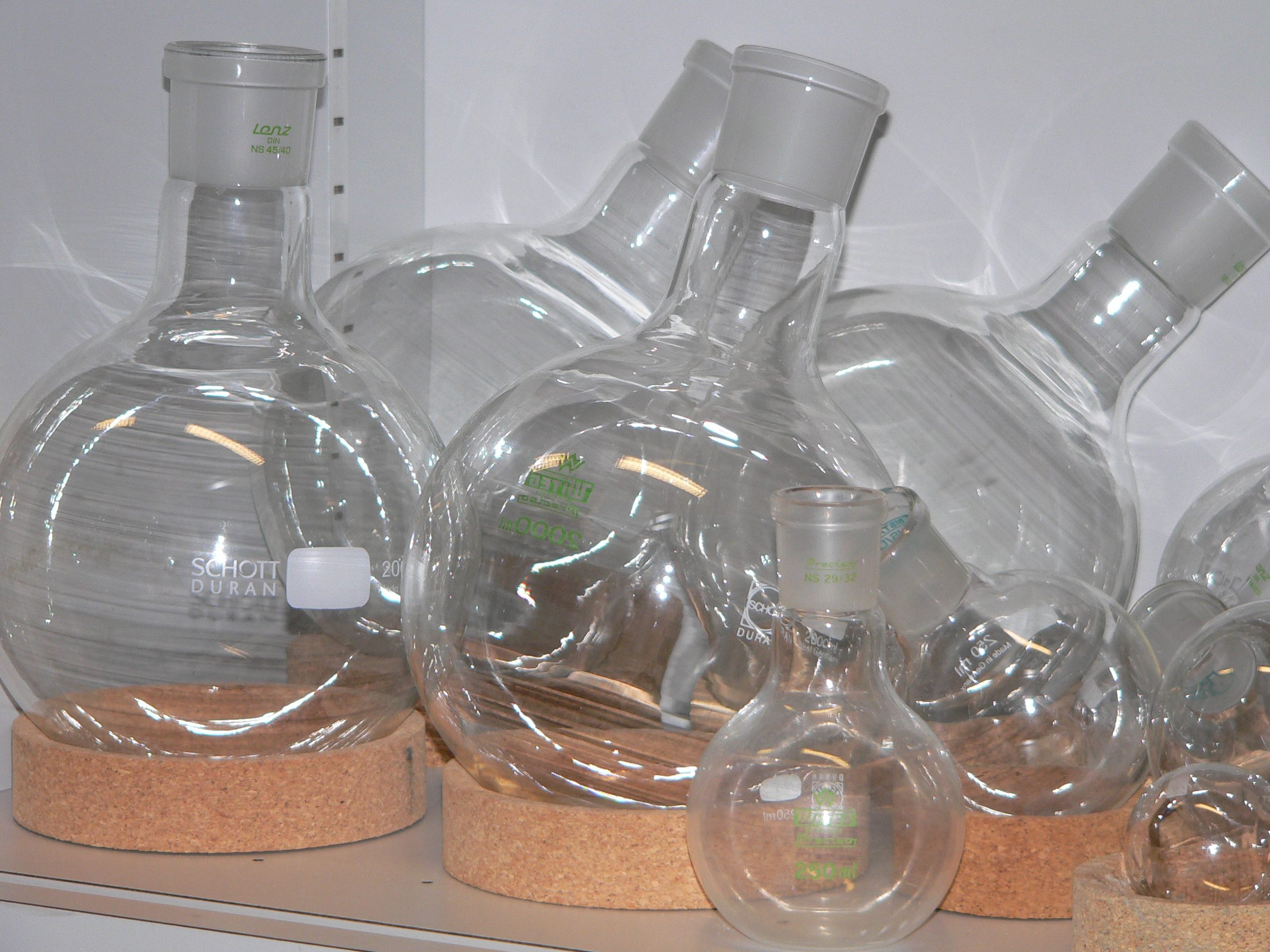
Gömblombikok és parafa gyűrűk

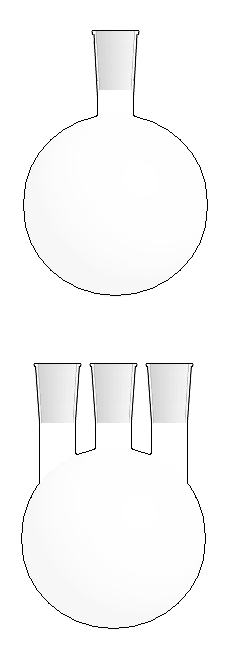
Felül egy egynyakú, alul egy háromnyakú gömblombik (mindhárom nyaka párhuzamos)

Laboratóriumi desztilláló berendezés Liebig hűtővel. Mind az adó- (bal) és gyűjtőlombik (jobb) gömblombik.

A gömblombik olyan lombik, amely gömb alakú alsó résszel rendelkezik. Elsősorban a kémiai és biokémiai laboratóriumok fontos eszköze, leggyakrabban üvegből készül. A melegítésre alkalmas gömblombikokat pyrex üvegből készítik. A gömblombik gömb testéhez csatlakozik egy hengeres rész, melyet a lombik nyakának nevezünk. A nyakon keresztül lehet a lombikba juttatni a megfelelő anyagokat. A két- és háromnyakú gömblombikok nyakai főként egyéb eszközök csatlakoztatására szolgálnak (például keverő, vagy hűtő). A gömblombikokat igen sok méretben gyártják 5 ml-től 5 l-ig, az üvegeken leggyakrabban feltüntetik a lombik méretét. Ipari alkalmazásokban használnak nagyobb méretű lombikokat.
A nyakak végei általában hengeres (női) üvegcsiszolattal rendelkeznek. Ezek általában szabványosak, és az azonos férfi csiszolatokhoz illeszkednek. A standard csiszolatok a 24/40-es, általánosan 250 ml vagy nagyobb, míg a kisebb méretek, mint a 14-es vagy 19-es, kisebb lombikokon fordulnak elő.
A gömb aljuknak köszönhetően vagy kónuszon tartjuk, vagy a nyakánál rögzítjük.

## Alkalmazás
A gömblombikot elsősorban anyagok hevítésére vagy forralására használják, mivel a gömbfelület egyenletesebb felmelegedést tesz lehetővé. Gyakran használják desztillációkhoz mint desztilláló lombikot és gyűjtőlombikot a desztillátum számára. Egynyakú gömblombikot használnak használnak rotációs bepárlók esetében is, ugyanis a gömblombikok jobban bírják a vákuumot, mivel felületükön nincs él.
A gömblombikokat gyakran használják kémiai reakciók megvalósítására is, különösen visszafolyó hűtővel egybeépítve laboratóriumi szintézisekhez. A desztillációhoz, vagy bepárláshoz szükséges a rendszerhez gyakran adnak szemcsés anyagot (forrkövet), amellyel az egyidejű nagyobb gőzfejlődést akadályozzák meg. A heves gőzfejlődés eredményezheti, hogy folyadék kibuggyan a lombikból és esetleg átfolyik egy része a gyűjtőlombikba. A keverőrúd használta esetében forrköveket nem szükséges használni. Megjegyezhető, hogy vákuumdesztilláció esetében nem használunk minden esetben forrkövet, azonban üvegcsövet helyezünk a lombikba, mely a légkörre nyitott. Ha a gömblombikban forralást vagy folyadék hevítését végezzük, meg kell akadályozni az oldószergőzök légkörbe távozását. Ennek érdekében a gömblombik nyakához visszafolyó hűtőt csatlakoztatunk, amely ugyan légkörre nyitott, azonban a köpenyében folyó hűtővíz az oldószergőzöket lehűti, így azok lecsapódnak és visszafolynak a gömblombikba. Többnyakú gömblombikok esetében a további nyakakat használhatjuk hőmérő, mechanikus keverő vagy választótölcsér csatlakoztatására.
Különleges elektromos fűtőtestekkel, melyekbe beleilleszthetők a gömblombikok, egyszerűvé válik a gömblombikban található elegyek melegítése láng és fürdő alkalmazása nélkül. A melegítés másik módja a fürdők alkalmazása. A kémiai fürdők lehetnek: vízfürdő, olajfürdő vagy homokfürdő. Hasonló módon a hűtés is megoldható, hűtőfürdő alkalmazásával, például hideg vízbe, jégdarába, eutektikus só/jég elegybe, száraz jégbe (szilárd szén-dioxid) vagy akár folyékony nitrogénbe.

## Hasonló üvegedények
Bővebben a lombik szócikkben.
- Állólombik (titráló lombik) - Gömb alakú lombik, azonban az alsó fele lapos, aminek következtében nem igényel felfüggesztést vagy különleges alátámasztást, a lapos alja meg tudja támasztani.
- Firenzei lombik (ma már nem használják) - klasszikus gömblombik csiszolatok nélkül, mely lehet lapos vagy gömbölyű fenekű. Hosszabb és szélesebb nyaki résszel rendelkezik, mint a gömblombik. Manapság már nem kerül felhasználásra.
- Retorta - gömbszerű üvegedény, melyből egy hosszúkás, egyre keskenyedő, lefelé hajló üvegszár nyúlik ki. Manapság szintén nem kerül felhasználásra, különösen a középkorban és a kora újkorban ezzel végezték a desztillációkat.